# Armada Music
«Armada Music» — нідерландський музичний лейбл, що спеціалізується на виданні музики у стилі транс та хауз, співзасновником якого є один з найвидатніших ді-джеїв світу — Armin van Buuren.
Компанію, як незалежний музичний лейбл, заснували Армін ван Бюрен, Майкл Пірон та Девід Л'юїс у червні 2003 року. Назву «Armada» було утворено від перших двох літер імені кожного з засновників.
На лейблі записуються такі відомі виконавці, як «Chicane», Маркус Шульц, Remy, M.I.K.E., Aly & Fila, Perry O'Neil, Max Graham, Mischa Daniels,  Nick K та «StoneBridge», які мають свої власні підрозділи та управляють ними у межах материнської компанії «Armada Music». Сам Армін ван Бюрен займається головними лейблами: «Armind» та «A State Of Trance». До складу компанії входять 27 інших музичних лейблів, кожен з яких спеціалізуються на певному напрямку електронної музики.
У боротьбі з піратством «Armada Music» опублікувала заяву, де просило ді-джеїв не включати більш ніж 2 хвилини будь-якої пісні, що належить лейблу у власні подкасти. Також було прохання відредагувати всі попередні подкасти.

## Підрозділи
| - 68 Recordings - A State Of Trance - Aropa - AVA Recordings - Armind - Bandung - Captivating Sounds - Club Elite - Coldharbour Recordings | - Coldharbour Red - Cyber Records - Different Pieces - Electronic Elements - Fame Recordings - Future Sound Of Egypt - Gangsta Audio - h17 Music Records - Magic Island Records - Morrison Recordings | - Perfecto Records - Pilot6 Recordings - Re*Brand Records - S107 Recordings - Soundpiercing - State Recordings - Stoney Boy Music - Subculture - Vandit - Zouk Recordings |

## Власники лейблів у межах Armada Music
| - Aly and Fila - Andy Moor - Andrew Rayel - Armin van Buuren - ATB - Dash Berlin - Glenn Morrison - John O'Callaghan - Josh Gabriel - Linetech - Markus Schulz - Max Graham - Mischa Daniels - Nick K - DJ Remy - Roger Shah - Simon & Shaker - StoneBridge www.armadamusic.nl [Архівовано 12 червня 2010 у Wayback Machine.] |